# El Porvenir, San Fernando
El Porvenir är en ort i Mexiko.   Den ligger i kommunen San Fernando och delstaten Chiapas, i den sydöstra delen av landet, 700 km öster om huvudstaden Mexico City. El Porvenir ligger 728 meter över havet och antalet invånare är 121.
Terrängen runt El Porvenir är kuperad åt sydväst, men åt nordost är den bergig. Runt El Porvenir är det ganska tätbefolkat, med 104 invånare per kvadratkilometer. Närmaste större samhälle är Ocozocoautla de Espinosa, 19,6 km sydväst om El Porvenir. I omgivningarna runt El Porvenir växer huvudsakligen savannskog.